# Långa nätter
Albums de Melissa Horn
Säg ingenting till mig
(2009)
Singles
1. Långa nätter
2. En famn för mig
3. Som jag hade dig förut

Långa nätter est le premier album studio de la chanteuse suédoise Melissa Horn, sorti le 30 avril 2008.

## Version originale
| No  | Titre                                         | Durée |
| --- | --------------------------------------------- | ----- |
| 1.  | Kvar i nåt jag lämnat                         | 3:25  |
| 2.  | Långa nätter                                  | 3:20  |
| 3.  | Vår sista dans                                | 2:59  |
| 4.  | Som jag hade dig förut (avec Lars Winnerbäck) | 3:44  |
| 5.  | När det äntligen är över                      | 2:45  |
| 6.  | New York                                      | 3:29  |
| 7.  | En famn för mig                               | 3:32  |
| 8.  | Hanna                                         | 3:05  |
| 9.  | Sen en tid tillbaka                           | 3:54  |
| 10. | Kungsholmens hamn                             | 3:31  |
| 11. | Till Hiva                                     | 2:34  |

## Classements
| Classement (2008) | Meilleure position |
| ----------------- | ------------------ |
| Suède             | 7                  |

| Pays  | Certification |
| ----- | ------------- |
| Suède | Or            |